# Del sentimiento trágico de la vida
Del sentimiento trágico de la vida en los hombres y en los pueblos, conocida usualmente como Del sentimiento trágico de la vida, es uno de los más destacados ensayos filosóficos de Miguel de Unamuno, fechado al fin «En Salamanca, año de gracia de 1912» y publicado en 1913. Bajo la influencia de Søren Kierkegaard y de san Ignacio de Loyola, entre otros, quien fuera eximio rector de la Universidad de Salamanca hace una profunda incursión en la problemática existencial del hombre contemporáneo.
La Santa Sede llegaría a prohibir a los católicos, veinte años después de la muerte de su autor, la lectura del libro. Ocurrió en el final del papado de Pío XII en que, mediante decreto del Santo Oficio de 23 de enero de 1957, se incluía la obra en el Index librorum prohibitorum junto con el ensayo La agonía del cristianismo, también de Unamuno.